# أويسا (جيان)
بلدية أويسا (بالإسبانية: Huesa) هي بلدية تقع في مقاطعة جيان التابعة لمنطقة أندلوسيا جنوب إسبانيا.

## الديموغرافيا
بلغ عدد سكان بلدية أويسا 2.662 نسمة عام 2011 (وفقاً للمعهد الوطني للإحصاء الإسباني).
| 2.764 | 2.735 | 2.768 | 2.727 | 2.700 | 2.677 | 2.662 |

## أعلام
- إنريكي مارتينيز هيريديا